# Алберто Уриа
Алберто Уриа (на испански: Alberto Uria) е уругвайски пилот от Формула 1, роден е на 11 юли 1924 година в Монтевидео, Уругвай.

## Формула 1
Алберто Уриа дебютира във Формула 1 през 1955 г. в Голямата награда на Аржентина, в световния шампионат на Формула 1 записва 2 участия, като не успява да спечели точки. Състезава се с частен Мазерати.